# Babai (film)
Babai is een Duits-Kosovaars-Macedonisch-Franse film uit 2015, geschreven en geregisseerd door Visar Morina. De film ging in première op 28 juni op het Filmfestival van München.

## Verhaal
Kosovo in de jaren 1990, Nori is een tienjarige jongen die op jonge leeftijd zijn moeder heeft verloren. Wanneer ook zijn vader Gezim hem in de steek laat, onderneemt hij een gevaarlijke reis op zijn eentje zijn vader achterna, richting Duitsland. Wanneer Nori zijn vader terugvindt, kan hij niet begrijpen waarom zijn vader hem heeft verlaten. Hun toekomst is onzeker omdat de asielaanvraag van Gezim geweigerd wordt.

## Rolverdeling
| Acteur          | Personage |
| --------------- | --------- |
| Val Maloku      | Nori      |
| Astrit Kabashi  | Gezim     |
| Adriana Matoshi | Valentina |
| Enver Pertovci  | Adem      |
| Xhevdet Jashari | Bedri     |

## Prijzen en nominaties
| jaar | prijs                                    | categorie                                   | genomineerde(n)           | uitslag  |
| ---- | ---------------------------------------- | ------------------------------------------- | ------------------------- | -------- |
| 2015 | Filmfest München                         | One Future Preis                            | Visar Morina              | Gewonnen |
| 2015 | Filmfest München                         | Förderpreis Neues Deutsches Kino - Regie    | Visar Morina              | Gewonnen |
| 2015 | Filmfest München                         | Förderpreis Neues Deutsches Kino - scenario | Visar Morina              | Gewonnen |
| 2015 | Filmfest München                         | Förderpreis Neues Deutsches Kino - acteurs  | Val Maloku Astrit Kabashi | Gewonnen |
| 2015 | Internationaal filmfestival van Karlsbad | Beste regie                                 | Visar Morina              | Gewonnen |

## Productie
De film werd geselecteerd als Kosovaarse inzending voor de beste niet-Engelstalige film voor de 88ste Oscaruitreiking.